# Escudo de Albany
El escudo de armas de Albany es uno de los símbolos que representan la ciudad de Albany, capital del estado de Nueva York. El escudo es rara vez visto por sí solo, casi siempre se utiliza en el sello de la ciudad o en la bandera de la misma. El escudo actual fue adoptado en 1789; sus predecesores eran más sencillos que el actual. En el escudo se hace referencia al pasado agropecuario de Albany. En él, está apoyado un hombre blanco y un indio americano, y está coronando por un barco. En su interior posee un castor que roe un árbol caído y dos gavillas de trigo. El escudo está destinado a representar los "símbolos de la industria y sus beneficios para el hombre y la grandeza de la tierra y el mar".

## Historia del sello de la ciudad

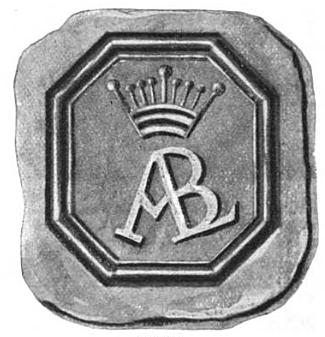
Primer sello de Albany, que data de 1686.

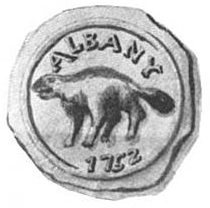
Sello de Albany en 1752, incluyendo el castor, el año y el nombre completo de la ciudad.

Albany (entonces Fort Orange) se fundó para funcionar como puesto holandés de comercio de pieles en 1624. Alrededor de la fortaleza creció el pueblo de Beverwijck (es: Distrito Castor), que fue incorporado a Fort Orange en 1652. En 1664, los ingleses conquistaron Nueva Holanda y Beverwyck, y Fort Orange fue rebautizada en honor al Duque de York y Duque de Albany (más tarde Jacobo II de Inglaterra). 
Cuando la ciudad fue reconstituida por el gobernador provincial Thomas Dongan en 1686 según el Estatuto de Dongan, se autorizó para tener su propio sello. El primer uso conocido del sello estaba en una escritura de la ciudad de Albany, cuando esta fue vendida en una subasta. Fue firmado por el primer alcalde de Albany, Pieter Schuyler, el documento fue sellado con cera roja, el diseño en el que era un octágono con un monograma de las letras ALB en el centro rematado con una corona. Este sello fue visto otra vez en un documento de 1736 que sin embargo, no se encontró hasta 1886. Se supone que las letras son una abreviatura del nombre de la ciudad. 
El castor es representativo de Albany como un importante centro de comercio de pieles. En 1755 el sello original fue reinstalado para su uso por el alcalde en las empresas de concesión de licencias.
- Datos: Q5138410